# Сусанна (ученица Христа)
Сусанна (букв. Лилия) — персонаж Библии; одна из благочестивых женщин, служившая вместе с другими жёнами Господу Иисусу Христу во время Его земной жизни, когда Он благовествовал о царствии Божием.
Сусанна не включена в Старый и Пересмотренный Римский мартиролог и, хотя она и упоминается как ученица Иисуса, она не почитается как святая. Из-за скудности сведений о ней, её часто путают со Святой Сусанной, христианской мученицей третьего века. Такую ошибку совершил даже автор «Библейской энциклопедии» Архимандрит Никифор (Баженов), написав в статье о ней следующие слова: «Память её 6 июня и 2 августа». Впоследствии эта ошибка была широко растиражирована по Рунету.